# Angelo Buccarello
Angelo Buccarello (né le 12 mai 1942 à Castrignano del Capo (Leuca), petit village du sud de l’Italie) est un prêtre missionnaire italien. Il est le fondateur de l'ONG Aumônerie Catholique des Prisons qui œuvre à Madagascar.

## Sa formation
Après les écoles élémentaires et secondaires, il entra aspirant dans l’Ordre de la Très Sainte Trinité pour la Rédemption des captifs (OSST) le 17 novembre 1955.
Il commença le noviciat en 1959 et poursuivit ses études :
- Lycée classique à Livourne
- Philosophie au Collège de Crisogono à Rome.
- Théologie à l’Université pontificale urbanienne, de Rome.

Il fut ordonné prêtre le 28 juin 1968. 
Le 11 octobre 1969, il fut assigné à une mission à Madagascar.
Son travail de missionnaire consistait surtout à accueillir les gens, les aider, les évangéliser, les éduquer à la foi, souvent par des tournées pour visiter la cinquantaine de Chrétientés du pays.
En 1981, il fut appelé à Tananarive pour former les jeunes frères trinitaires malgaches.
En 1983, le Cardinal le nomma « Aumônier » des prisons de Tananarive.

## Ses œuvres
Il fut nommé « Aumônier Catholique des Prisons de Madagascar». Il fonda par la suite l'œuvre sociale de l'ACP (Aumônerie Catholique des Prisons). L’ACP, dont le siège se nomme Tonga Soa, a rendu beaucoup de services aux détenus ainsi qu’à leurs familles.
L’ACP est reconnu actuellement par l'État malgache comme une ONG, dont père Angelo en est le président fondateur.
Il a travaillé dans le domaine carcéral avec cette œuvre sociale, l’ACP, jusqu’à son départ de Madagascar en 2001.
Avec l’ACP, il a cherché à aider ses frères emprisonnés, surtout les plus pauvres, que ce soit pour leurs besoins vitaux, juridiques, ou encore pour les aider à recouvrer leur dignité, leur bonté, leur vocation.
L’équipe de l’ACP, fournit :
- Du service alimentaire
- Du service médical
- Du service social
- Du service juridique
- De la réinsertion des détenus libérés.
- De la production de charbon à partir des déchets.

En 1987, le Père Angelo suivit de près et aida les « 4 Mi » : environ 250 enfants, entre 4 et 12 ans, ramassés dans les rues d’Antananarivo et amassés dans un ancien abattoir, presque sans aucun soin. À cette occasion, il a interpellé la congrégation des « Sœurs Ursulines » à ouvrir le Centre « Marie Angèle » et à accueillir, au moins, les filles les plus jeunes. Ce centre existe encore aujourd’hui.
Par la suite, il ouvrit des centres pour l’accueil des enfants des détenus à Amboditsiry, Andranobevava, Analamahitsy, Fenomanana, Anjiro, ainsi qu’à Androndra pour les détenus les plus dénutris.
Après 32 ans à Madagascar, dont 20 à Tananarive, il est élu et nommé conseiller général de l’Ordre trinitaire, en juillet 2001, à Rome (Italie).
Il fut ensuite nommé président de Solidarité Internationale Trinitaire (2001-2007), un organisme à saveur de libération.

## Ses décorations
En décembre 1996, le Père Angelo a reçu du président de la République française, Jacques Chirac, le prix des Droits de l'homme.
Il fut nommé membre de la Commission nationale malgache des Droits de l'homme, et décoré Chevalier et Officier de l’Ordre National Malgache.
Son grand exploit : Madagascar fut le seul pays au monde qui, à l’occasion de l’année jubilaire 2000, année de réconciliation et de remise des dettes, a libéré environ 3000 prisonniers, en signe de clémence, cela grâce à la foi et à la ténacité du père Angelo et du groupe « Rêve 2000 », qu’il avait constitué, ainsi qu’au bon accueil des évêques et du gouvernement.